# Oscilación de Piora
La oscilación de Piora fue un abrupto periodo frío y húmedo en la historia del clima del Holoceno.

Variaciones de temperatura en el Holoceno.

Generalmente se lo data entre el 3200 y el 2900 a. C.
Algunos investigadores asocian la Oscilación Piora con el final del régimen climático del Atlántico y con el comienzo del subboreal, en la secuencia Blytt-Sernander de climas holocenos.
No es clara la extensión espacial del cambio.
El fenómeno recibe su nombre del Val Piora (o valle de Piora), en Suiza. Allí fue detectado por primera vez. Hasta ahora, la evidencia más drástica de la oscilación Piora se encontró en los Alpes.
Los glaciares avanzaron por los Alpes, aparentemente por primera vez desde el óptimo climático del Holoceno. La línea de los árboles alpinos retrocedió unos 100 metros.
Sin embargo, este cambio climático se extendió mucho más allá de los Alpes y Europa.
Afectó, por ejemplo, a la región de Nueva Inglaterra (Estados Unidos), donde los olmos y los árboles de cicuta sufrieron una fuerte declinación.[cita requerida].

Algunos comentadores[cita requerida] han relacionado estos cambios climáticos con el final del periodo Uruk, como una Edad oscura asociada con el diluvio de Gilgamesh, y con el diluvio del arca de Noé (en el libro del Génesis).
También se ha relacionado la oscilación Piora con la domesticación del caballo.
Se debaten la o las causas de la oscilación Piora.
Un bloque de hielo de Groenlandia (del proyecto de hielos de Groenlandia), el GISP2, muestra un contenido de sulfato y metano hacia el año 3250 a. C., lo que sugiere un fenómeno inusual (como una erupción volcánica, la caída de un meteorito o el impacto de un asteroide.
Otras autoridades relacionan esta oscilación con otros sucesos comparables, como el «evento del kiloaño 8,2», que es recurrente en la historia del clima, como parte del ciclo climático de 1500 años.